# FAB-250 M-54
FAB-250 M-54 (ros. ФАБ-250 М-54) – radziecka bomba burząca.